# Pamplemousses
Koordinaten: 20° 7′ S, 57° 35′ O

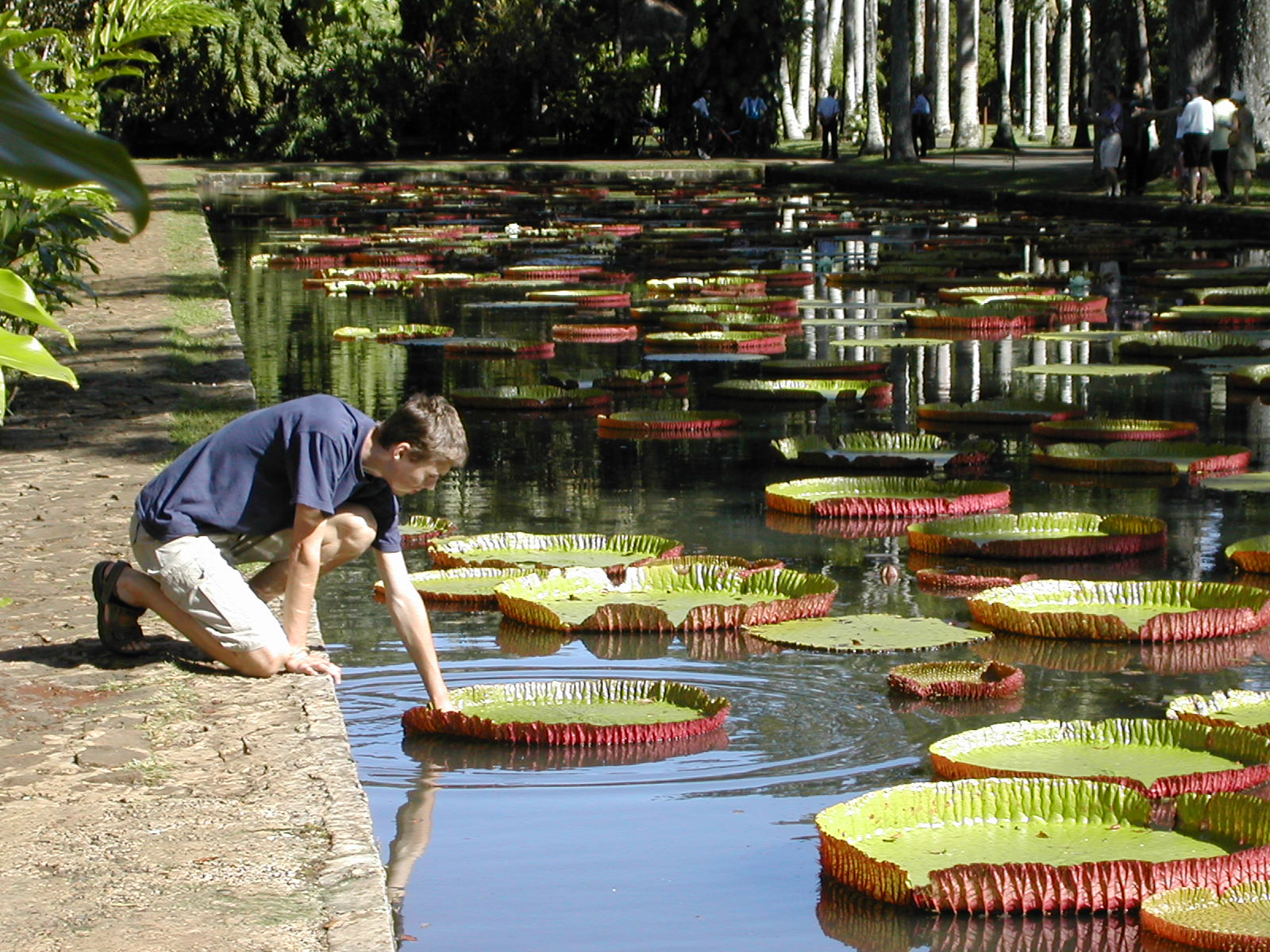
Seerosen im Botanischen Garten

Pamplemousses ist eine Ortschaft („Village“) im Norden von Mauritius. Sie ist Teil des gleichnamige Distrikts Pamplemousses und gehört administrativ zur Village Council Area (VCA) Pamplemousses. Bei der Volkszählung 2011 hatte der Ort 9.295 Einwohner. Pamplemousses liegt an der Autobahn M2.
Bekannt ist die Ortschaft durch den Sir Seewoosagur Ramgoolam Botanical Garden, einen im Jahre 1756 angelegten Botanischen Garten. Kulturhistorisch bedeutsam ist auch der Komplex aus katholischer Kirche, Pfarrhaus und Friedhof nahe dem Haupteingang des botanischen Gartens.
Das August 1969 eingeweihte Sir Seewoosagur Ramgoolam Hospital in Pamplemousses ist das größte Krankenhaus in Mauritius.